# 霍彭拉德
霍彭拉德是德国梅克伦堡-前波莫瑞州的一个市镇。总面积28.76平方公里，总人口761人，其中男性365人，女性396人（2011年12月31日），人口密度26人/平方公里。